# Cholo (película)
Cholo es una película peruana de 1972 dirigida por Bernardo Batievsky y protagonizada por el futbolista peruano Hugo Sotil.

## Sinopsis
Un joven pintor provinciano migra a Lima, donde encuentra una ciudad hostil y racista. Su habilidad futbolística le hace llegar a la fama deportiva viajando a varios países de Europa.

## Reparto
| - Hugo Sotil - Hugo - Nancy Gross Lishner - Olga - Marina Cajahuaringa - Marina - Milner Cajahuaringa - Romero - Alejandro Vivanco Guerra - Abuelo | - Roberto Drago - profesor - Alberto Terry - Antonio - Luis Cruces - Luis Rosas - Luis Espinoza - Joven "Che" - Fernando Bobbio - Alberto - Felix Rejas - Mayordomo - Enrique Cordova - Operario - Carlos Guerrero - Jugador 1 | Actuación especial - Fernando Larrañaga - Guillermo - Hernan Romero - Jaime - Carmen Escardo - invitada - Maruja Ureta - pasajera |

## Producción
Luego de sobrevivir a un ataque cardíaco a inicios 1970, Batievsky empezó a escribir y luego dirigir una película sobre fútbol protagonizada por el exitoso futbolista Hugo Sotil. La película fue estrenada el 18 de mayo de 1972 en quince salas de Lima. Una semana después de su estreno, el director mandó retirar la película de cartelera después de recibir críticas negativas.
La música estuvo a cargo del grupo peruano El Polen.

### Restauración
Andrea Franco Batievsky, nieta del director, supervisó el proceso de restauración de Cholo y Espejismo en el UCLA Film & Television Archive. El estreno de la versión restaurada se dio en el marco inaugural del Festival de Cine de Lima el 19 de agosto de 2021, el cual contó con la presencia del propio Hugo Sotil en el conversatorio que se realizó al finalizar la película.